# Universidad de Helwan
La Universidad de Helwan (fundada el 26 de julio de 1975) es una universidad pública con base en Helwan, un suburbio de El Cairo, en Egipto. Dispone de 18 facultades  y de 50 centros de investigación.
Generalmente, esta universidad es conocida por su formación en Ingeniería, su facultad de Informática y su facultad de Farmacia.

## Facultades
La Universidad posee 18 facultades, una biblioteca y una biblioteca especializada por facultad. Entre las facultades están:
- La facultad de Artes
- La facultad de Artes aplicadas
- La facultad de Historia del Arte
- La facultad de Música
- Las facultades de Deportes (niños y niñas por separado)
- La facultad de Economía
- La facultad de Turismo
- La facultad de Bellas Artes
- La facultad de Comercio y administración de empresas
- La facultad de Informática e Información
- La facultad de Servicios a la comunidad
- Las facultades de Ingeniería (en Helwan y en Matareya)
- La facultad de Derecho
- La facultad de Farmacología
- La facultad de Ciencias
- La facultad de Educación